# Biogeosciences
Biogeosciences est une revue scientifique à comité de lecture en libre accès publiée et diffusée par Copernicus Publications pour le compte de l'Union européenne des géosciences qui en assure la rédaction. Elle couvre tous les aspects des interactions entre les processus biologiques, chimiques et physiques de la vie terrestre ou extraterrestre avec la géosphère, l'hydrosphère et l'atmosphère. La revue est disponible en ligne et en version imprimée. Les articles sont publiés sous la licence Creative Commons Attribution 3.0.

## Thématiques
Biogeosciences couvre tous les aspects des interactions entre les processus biologiques, chimiques et physiques de la vie terrestre ou extraterrestre avec la géosphère, l'hydrosphère la cryosphère et l'atmosphère. Ceci inclut notamment l'étude de la biodiversité, l'écologie des écosystèmes, la microbiologie environnementale, la biogéochimie, la biogéophysique, la paléogéobiologie, l'exobiologie, etc.

## Processus de publication
Le processus d'acceptation et de publication des articles est interactif et se fait en plusieurs étapes :
- Dans un premier temps, les articles passent un examen rapide par des pairs nommés par les directeurs de publication ;
- dans un deuxième temps, ils sont publiés sur le forum du site internet de l'Union européenne des géosciences : EGUsphere. Ils sont ensuite soumis pendant plusieurs semaines à une évaluation publique et interactive par tous les pairs qui le souhaitent, notamment sous forme de commentaires de référents (anonymes ou attribués), de commentaires supplémentaires d'autres membres de la communauté scientifique (attribués) et de réponses des auteurs ;
- enfin, s'ils sont acceptés par la communauté, une version révisée par les auteurs (tenant compte des remarques de l'étape précédente) est publiée dans la revue. Pour assurer la préséance de la publication pour les auteurs et pour fournir un historique vérifiable de la discussion scientifique en ligne, le journal et le forum sont archivés en permanence et entièrement consultables.

## Résumé et indexation
Cette revue est indexée dans les bases de données suivantes :
- AGORA
- AGRICOLA
- CAB Abstracts
- CNKI
- Chemical Abstracts Service
- Directory of Open Access Journals
- EBSCO
- GEOBASE
- GeoRef
- Journal Citation Reports
- ProQuest
- Science Citation Index Expanded
- Scopus

Selon le Journal Citation Reports, la revue a un facteur d'impact de 4,295 en 2020.